# 각설탕 (영화)
《각설탕》(Lump Sugar)은 2006년에 개봉한 대한민국의 영화이다. 이환경이 감독, 임수정이 주연을 맡았다. 유명 기수를 꿈꾸는 시은(임수정)과 말의 우정을 보여주는 영화이다.

## 캐스팅
- 임수정 - 김시은 역
- 박은수 - 시은의 아빠 김익두 역
- 김유정 - 어린 김시은 역
- 김기천 - 판돌 역
- 권병길 - 황 노인 역
- 최학락 - 김 조교사 역
- 김광규 - 장한성 마주 역
- 박길수 - 마천복 역
- 오태경 - 철이 역
- 홍지영 - 민자 역
- 정경호 - 보안관 역
- 김상호 - 홍 반장 역
- 전상진 - 이 반장 역
- 최선중 - 수의사 역
- 양꽃님 - 마천복 아내 역
- 한태일 - 이 마주 역
- 최재환 - 동기생 2 역
- 유오성 - 윤 조교사 역
- 백일섭 - 노신사 역 (특별출연)

## 사운드트랙
1. 각설탕 (Short Ver.)
2. 두근 두근
3. 떠나버리다
4. 걸음마
5. 자전거
6. 이별
7. 스쳐 지나다..
8. 진실
9. 재회
10. 추억
11. 아버지
12. 약속
13. 제주
14. 낙마
15. 분노
16. 승승장구
17. 꿈
18. 사랑해 천둥아!
19. 마지막 경주
20. 골인!
21. 각설탕 (Long Ver.)
22. 제비꽃 (임수정 Ver.)
23. 제비꽃 (윤사라 Ver.)

## 수상 경력
- 2006년 제14회 이천 춘사대상영화제 신인감독상(이환경), 음악상(이동준)
- 2007년 제44회 대종상 영화제 기획상(이정학), 음향기술상(정광호 외 1명)